# Hieracium dipterum
Hieracium dipterum là một loài thực vật có hoa trong họ Cúc. Loài này được (Zahn) Johanss. mô tả khoa học đầu tiên năm 1927.